# Mont Buclard
Mont Buclard är en kulle i Schweiz. Den ligger i distriktet Jura-Nord vaudois och kantonen Vaud, i den västra delen av landet, 70 km väster om huvudstaden Bern. Toppen på Mont Buclard är 1 141 meter över havet.